# Copa espanyola de softbol
La Copa espanyola de softbol, coneguda com a Copa de la Reina de softbol (en castellà: Copa SM La Reina de sofbol) des de l'any 1992, i anteriorment coneguda com a Campionat d'Espanya de softbol entre 1975 i 1988, és una competició esportiva de clubs espanyols de softbol, creada l'any 1975. De caràcter anual, està organitzada per la Reial Federació Espanyola de Beisbol i Softbol. En les tres primeres edicions del campionat hi van participar seleccions regionals i, per altra banda, no es disputà entre 1989 i 1991, ja que fou substituïda per la Lliga espanyola de softbol. Actualment, hi participen els quatre millors clubs classificats de la primera volta de la Lliga espanyola de softbol, disputant una fase final en una seu neutral que determina el campió del torneig.
Els dominadors de la competició són els clubs madrilenys i catalans, destacant el Dridma Rivas SC amb 13 títols i el CB Viladecans amb 6.

## Historial
| En negreta = Equip guanyador (1) = Nombre de campionats Nota: Noms dels equips segons l'època |

| Edició                          | Data                           | Campió                         | Resultat                       | Subcampió                      | Seu                                                  | refs                           |
| Campionat d'Espanya de softbol  | Campionat d'Espanya de softbol | Campionat d'Espanya de softbol | Campionat d'Espanya de softbol | Campionat d'Espanya de softbol | Campionat d'Espanya de softbol                       | Campionat d'Espanya de softbol |
| ------------------------------- | ------------------------------ | ------------------------------ | ------------------------------ | ------------------------------ | ---------------------------------------------------- | ------------------------------ |
| I                               | 09-1975                        | Selecció de Castella (1)       |                                |                                | Saragossa                                            | [ 2 ]                          |
| II                              | 1976                           | Selecció de Castella (2)       |                                |                                |                                                      | [ 3 ]                          |
| III                             | 1977                           | Selecció de Catalunya (1)      |                                |                                |                                                      | [ 3 ]                          |
| IV                              | 1978                           | Democráticas Tenorio (1)       |                                | Independientes Dridma          |                                                      | [ 3 ]                          |
| V                               | 1979                           | Independientes Dridma (1)      |                                |                                |                                                      | [ 3 ]                          |
| VI                              | 27-07-1980                     | Atlético Democráticas (2)      | 8-7                            | Hippocampo Sant Boi            | Sant Boi de Llobregat                                | [ 4 ]                          |
| VII                             | 1981                           | Independientes Dridma (2)      |                                |                                |                                                      | [ 3 ]                          |
| VIII                            | 1982                           | Manila-Dridma SC (3)           |                                |                                |                                                      | [ 3 ]                          |
| IX                              | 1983                           | Manila-Dridma SC (4)           |                                |                                |                                                      | [ 3 ]                          |
| X                               | 1984                           | Manila-Dridma SC (5)           |                                |                                |                                                      | [ 3 ]                          |
| XI                              | 1985                           | Manila-Dridma SC (6)           |                                |                                |                                                      | [ 3 ]                          |
| XII                             | 1986                           | Hippocampo Sant Boi (1)        |                                | Manila-Dridma SC               |                                                      | [ 3 ]                          |
| XIII                            | 1987                           | Manila-Dridma SC (7)           |                                |                                |                                                      | [ 3 ]                          |
| XIV                             | 1988                           | Dridma Rivas SC (8)            |                                |                                |                                                      | [ 3 ]                          |
| no es disputà entre 1989 i 1991 |                                |                                |                                |                                |                                                      |                                |
| Copa de la Reina de softbol     |                                |                                |                                |                                |                                                      |                                |
| XV                              | 1992                           | Piratas Alcobendas (1)         |                                |                                |                                                      | [ 3 ]                          |
| XVI                             | 1993                           | CB Viladecans (1)              |                                |                                |                                                      | [ 3 ]                          |
| XVII                            | 1994                           | Atlético Democráticas (3)      |                                | Rivas Softbol                  |                                                      | [ 3 ]                          |
| XVIII                           | 1995                           | Rivas Softbol (9)              |                                |                                |                                                      | [ 3 ]                          |
| XIX                             | 1996                           | CB Viladecans (2)              |                                | CS Rivas                       |                                                      | [ 3 ]                          |
| XX                              | 1997                           | CB Viladecans (3)              |                                | CS Rivas                       |                                                      | [ 3 ]                          |
| XXI                             | 1998                           | Rivas Softbol (10)             |                                |                                |                                                      | [ 3 ]                          |
| XXII                            | 1999                           | Rivas Softbol (11)             |                                |                                |                                                      | [ 3 ]                          |
| XXIII                           | 2000                           | Rivas Softbol (12)             |                                |                                |                                                      | [ 3 ]                          |
| XXIV                            | 2001                           | Rivas Softbol (13)             |                                |                                |                                                      | [ 3 ]                          |
| XXV                             | 2002                           | CBS Antorcha (1)               |                                | Rivas Softbol                  |                                                      | [ 3 ]                          |
| XXVI                            | 2003                           | CB Viladecans (4)              |                                |                                |                                                      | [ 3 ]                          |
| XXVII                           | 2004                           | CB Viladecans (5)              |                                |                                |                                                      | [ 3 ]                          |
| XXVIII                          | 2005                           | CB Viladecans (6)              |                                |                                |                                                      | [ 3 ]                          |
| XXIX                            | 2006                           | CBS Antorcha (2)               |                                |                                |                                                      | [ 3 ]                          |
| XXX                             | 2007                           | CB Viladecans (7)              |                                |                                |                                                      | [ 3 ]                          |
| XXXI                            | 2008                           | CBS Antorcha (3)               |                                | CS Viladecans                  |                                                      | [ 3 ]                          |
| XXXII                           | 2009                           | CBS Antorcha (4)               |                                | CS Viladecans                  |                                                      | [ 3 ]                          |
| XXXIII                          | 11-07-2010                     | CS Viladecans (1)              | 5-1                            | Eguzki OBB                     | Camp Municipal de Beisbol de Viladecans              | [ 5 ]                          |
| XXXIV                           | N/D                            | CS Viladecans (2)              | lligueta                       | Dridma Rivas CS                | Polideportivo Cerro del Telégrafo, Rivas-Vaciamadrid | [ 6 ]                          |
| XXXV                            | 15-07-2012                     | CS Viladecans (3)              | 2-1                            | Kirogi OBB                     | Camp Mendibeltz, Orio                                | [ 7 ] [ 8 ]                    |
| XXXVI                           | 21-07-2013                     | CBS Sant Boi (2)               | 4-1                            | CBS Antorcha                   | Camp Municipal de Beisbol, Sant Boi de Llobregat     | [ 9 ]                          |
| XXXVII                          | 13-07-2014                     | CBS Sant Boi (3)               | 3-0                            | CBS Antorcha Glassdrive        | Camp Mendibeltz, Orio                                | [ 10 ]                         |
| XXXVIII                         | 12-07-2015                     | CBS Sant Boi (4)               | 1-0                            | Atlético San Sebastian         | Camp Municipal de Beisbol, Sant Boi de Llobregat     | [ 11 ]                         |
| XXXIX                           | 24-07-2016                     | CBS Sant Boi (5)               | 4-0                            | Atlético San Sebastian         | Camp Riberas de Loiola, Sant Sebastià                | [ 12 ]                         |
| XL                              | 30-07-2017                     | Atlético San Sebastian (1)     | 11-2                           | CS Fenix València              | Poliesportiu Cerro del Telégrafo, Rivas-Vaciamadrid  | [ 13 ]                         |
| XLI                             | 29-07-2018                     | Atlético San Sebastian (2)     | 14-3                           | CBS Rivas                      | Poliesportiu Cerro del Telégrafo, Rivas-Vaciamadrid  | [ 14 ]                         |
| XLII                            | 04-08-2019                     | CBS Rivas (1)                  | 9-0                            | CS Fenix València              | Poliesportiu Cerro del Telégrafo, Rivas-Vaciamadrid  | [ 15 ]                         |
| XLIII                           | 22-11-2020                     | CBS Rivas (2)                  | 14-0                           | CB Viladecans Sercotel         | Camp Municipal de Softbol, Viladecans                | [ 16 ]                         |
| XLIV                            | 17-10-2022                     | CBS Rivas (3)                  | 7-4                            | CBS Sant Boi                   | Poliesportiu Cerro del Telégrafo, Rivas-Vaciamadrid  | [ 17 ]                         |
| XLV                             | 08-10-2023                     | CBS Rivas (4)                  | 7-0                            | CBS Sant Boi                   | Poliesportiu Cerro del Telégrafo, Rivas-Vaciamadrid  | [ 18 ]                         |